# Buchkasten

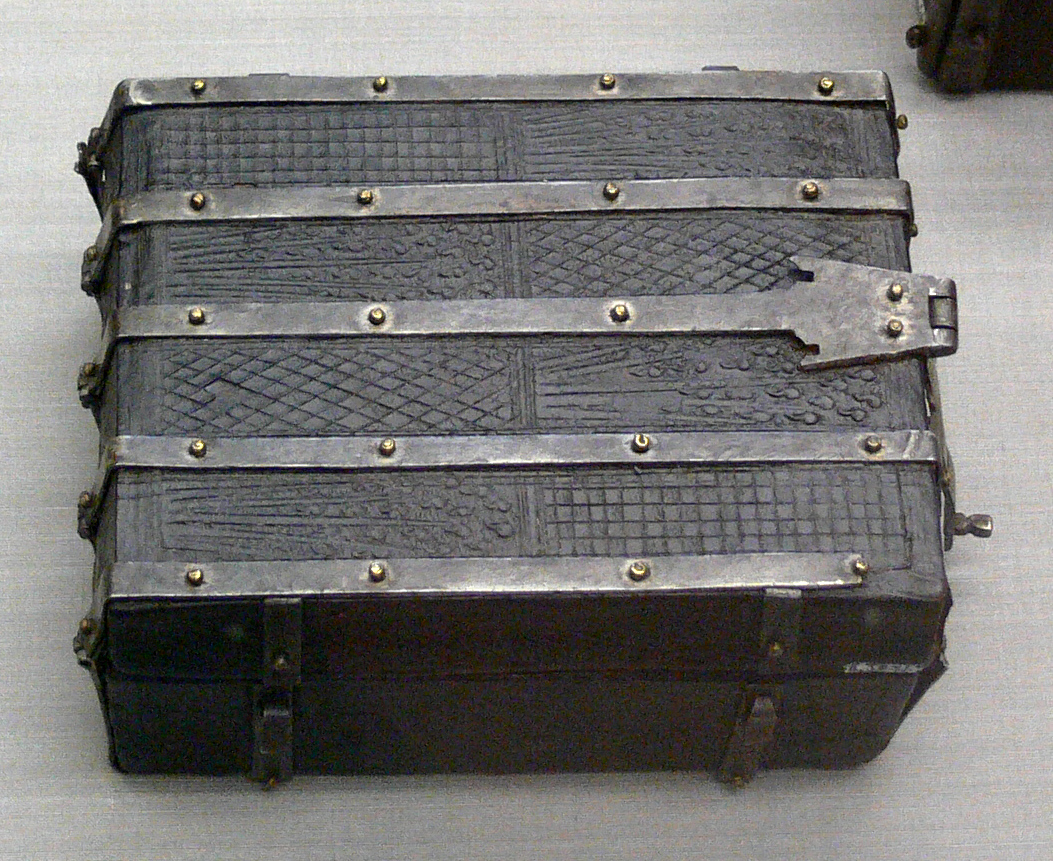
Buchkasten aus Leder mit Holzkern (Frankreich um 1480); im Kunstgewerbemuseum Berlin

Als Buchkasten werden Kästen aus Holz oder Metall bezeichnet, in denen im Mittelalter Bücher aufbewahrt wurden, die keinen Holzdeckeleinband besaßen, sondern als Broschur gebunden waren. 
Später wurden in kostbar ausgestatteten Buchkästen auch wertvolle Bücher gelagert. Ein bekanntes Beispiel ist der Buchkasten des Uta-Codex aus dem Anfang des 11. Jahrhunderts.